# A Praia (álbum)
A Praia é o terceiro álbum de estúdio do cantor e compositor brasileiro Cícero. Foi disponibilizado para download em seu site no dia 26 de março de 2015. Em questão de som, o álbum apresenta uma mistura dos estilos dos álbuns anteriores.

## Recepção crítica
| Críticas profissionais | Críticas profissionais |
| Avaliações da crítica  | Avaliações da crítica  |
| Fonte                  | Avaliação              |
| ---------------------- | ---------------------- |
| Notas Musicais         | [ 2 ]                  |

Mauro Ferreira do Notas Musicais elogiou A Praia, contou que o álbum mostra uma safra autoral mais alegre do cantor, elogia também as letras dizendo que os versos poéticos sinalizam que o compositor manteve o nível denso de suas letras introspectivas, elogia a canção "Soneto de Santa Cruz" que sobressai entre as dez faixas do disco.

## Faixas
Todas as faixas escritas e compostas por Cícero Rosa Lins. 
| Edição padrão |                                   |         |  |
| N.º           | Título                            | Duração |  |
| 1.            | "Frevo por acaso Nº2"             | 2:49    |  |
| 2.            | "A Praia"                         | 3:41    |  |
| 3.            | "Camomila"                        | 3:18    |  |
| 4.            | "De passagem"                     | 3:16    |  |
| 5.            | "O bobo"                          | 3:41    |  |
| 6.            | "Soneto de Santa Cruz"            | 2:41    |  |
| 7.            | "Isabel (carta de um pai aflito)" | 3:11    |  |
| 8.            | "Albatroz"                        | 2:36    |  |
| 9.            | "Cecília e a Máquina"             | 2:47    |  |
| 10.           | "Terminal Alvorada"               | 3:04    |  |